# Tomas Capogrosso
Tomas Capogrosso (* 8. September 2002 in Rosario) ist ein argentinischer Volleyball- und Beachvolleyballspieler.

## Karriere Halle
Tomas Capogrosso erspielte sich mit der argentinischen U19-Nationalmannschaft die Bronzemedaille bei der Weltmeisterschaft in Ägypten 2019. In der folgenden Saison ging er für Puerto San Martin Voley auf Punktejagd. Der Ligabetrieb der Spielzeit 2019/20 wurde zwar wegen Corona abgesagt, aber im Pokalwettbewerb belegte das Team den siebten Platz.

## Karriere Beach
2021 entschied sich der aus Rosario stammende Athlet für eine Karriere im Sand. Mit seinem ersten Partner Bautista Amieva erreichte er als bestes Ergebnis den Bronzerang beim Ein-Stern-Turnier in Apeldoorn. Ein Jahr später bildeten Tomas und sein Bruder Nicolás Capogrosso ein neues Beachpaar. Die beiden starteten bei der WM in Rom und unterlagen in ihrem Auftaktmatch den Brasilianern Bruno Schmidt / Saymon Barbosa. Auch ihre zweite Begegnung gegen die Italiener Adrian Carambula / Enrico Rossi ging verloren. Im entscheidenden Spiel um den dritten Gruppenplatz konnten sie jedoch ihre gambischen Rivalen Sainey Jawo / Babucarr Jarra in zwei Sätzen bezwingen. In der folgenden Lucky-Loser-Runde besiegte das chilenische Brüderpaar Esteban und Marco Grimalt die argentinischen Brüder, sodass sie in der Abschlusstabelle der Weltmeisterschaft den 33. Rang belegten. Bei den folgenden Veranstaltungen wurden sie beim Elite16 in Gstaad Siebzehnte und bei den Challenge Events in Espinho und Agadir jeweils Neunte. Bei zwei Challenge-Turnieren im Oktober in Dubai erreichten sie die Plätze neun und zwei. Anschließend erkämpften sie mit der Achtelfinalteilnahme in Uberlândia ihr bis einschließlich Juli 2024 bestes jemals erzieltes Resultat bei einem Elite16. 2023 belegten sie bei zwei Challenge-Turnieren den geteilten neunten Rang. Sie überstanden als Gruppenzweite die Poolphase bei der WM und belegten so im Endklassement den geteilten siebzehnten Rang. 
Beim Challenge in Stare Jabłonki erkämpften sie 2024 mit dem Einzug ins Halbfinale ihren bis zu diesem Zeitpunkt zweitgrößten Erfolg bei der Pro Tour. Nach dem Turnier in Ostrava, bei dem sie in der Qualifikation scheiterten,  brachten die folgenden Events weitere Steigerungen für die Brüder. So standen sie in Hamburg zum ersten Mal bei einem Elite16 im Viertelfinale, in João Pessoa reichte es sogar für die Vorschlussrunde. Das absolute Highlight ihrer Karriere bis zu diesem Zeitpunkt gelang ihnen jedoch in Rio de Janeiro, als sie die Poolphase ungeschlagen als Gruppenerster überstanden. Im Viertelfinale besiegten sie anschließend die Norweger Hendrik Mol / Mathias Berntsen und im Halbfinale bezwangen sie die amtierenden Europameister Mārtiņš Pļaviņš / Kristiāns Fokerots, die zuvor die Weltranglistenersten Åhman / Hellvig aus Schweden eliminiert hatten. Im Finale hatten die Argentinier mehrere Matchbälle im zweiten Satz, verloren jedoch mit 24:22, 28:30 und 13:15 gegen die britischen Zwillinge Joaquin und Javier Bello, für die das Erreichen des Endspiels ebenfalls ihr bestes Resultat bis zu diesem Zeitpunkt war.
Auf der World Pro Tour 2025 erreichten die Capogrossos beim ersten Elite16-Turnier im mexikanischen Quintana Roo erneut den zweiten Platz.

## Privates
Nicolás Capogrosso ist Beachpartner und gleichzeitig älterer Bruder von Tomas.